# Тамла
Тамла, Тамна (кор. 탐라국?, 耽羅國? Тхамна-гук) — средневековое государство на острове Чеджу с древних времен, пока оно не было завоёвано корейским государством Чосон в 1404 году. Это государство также иногда называют Тамна (кор. 탐라?, 耽羅?), Дулла (кор. 둔라?, 屯羅?) Сомна (кор. 섬나?, 島羅?) и Тэммора (кор. 탐모라?, 漱牟羅?). Все эти названия означают «островная страна».
Государство было независимым до 1404 года, хотя южнокорейские националистические историки оспаривают это, приписывая ему вассальную зависимость от разных протокорейских государств.
В феврале 1272 года на остров Чеджу направились войска вторжения, направлявшиеся в ходе первого монгольского вторжения в Японию. На острове их кроме местного гарнизона встретили войска сёгуната Камакура клана Рюдзодзи. Сопротивление продолжалось до апреля 1272 года, что дало отсрочку вторжения в Японию. Однако до 1294 года Чеджу напрямую контролировался монголами и использовался в качестве базы для второго вторжения в Японию. Пока не был отбит у монголов японскими пиратами с Цусимы.